# Joaquín Not
Joaquín Not Farriol (n. Barcelona, 23 de junio de 1939) es un exfutbolista español que se desempeñaba como defensor.

## Clubes
| Club       | País   | Año         |
| ---------- | ------ | ----------- |
| CA Osasuna | España | 1962 - 1968 |